# Tellbus Altdorf–Luzern
Der Tellbus Altdorf–Luzern (im amtlichen Kursbuch als Linie 60.493 bezeichnet) ist eine Schnellbuslinie, die die Schweizer Kantonshauptorte Altdorf UR und Luzern via Autobahn A2 verbindet. Das hauptsächlich an Pendler gerichtete Angebot wird vom Konzessionsinhaber Auto AG Uri in Zusammenarbeit mit den Verkehrsbetrieben Luzern betrieben. Für den Tellbus muss kein Aufpreis bezahlt werden, es gilt derselbe Tarif wie auf der Bahnstrecke Altdorf–Luzern. Analog zum Tellbus wurde Ende 2015 der Winkelriedbus auf der Strecke Altdorf–Stans eingeführt.

## Geschichte

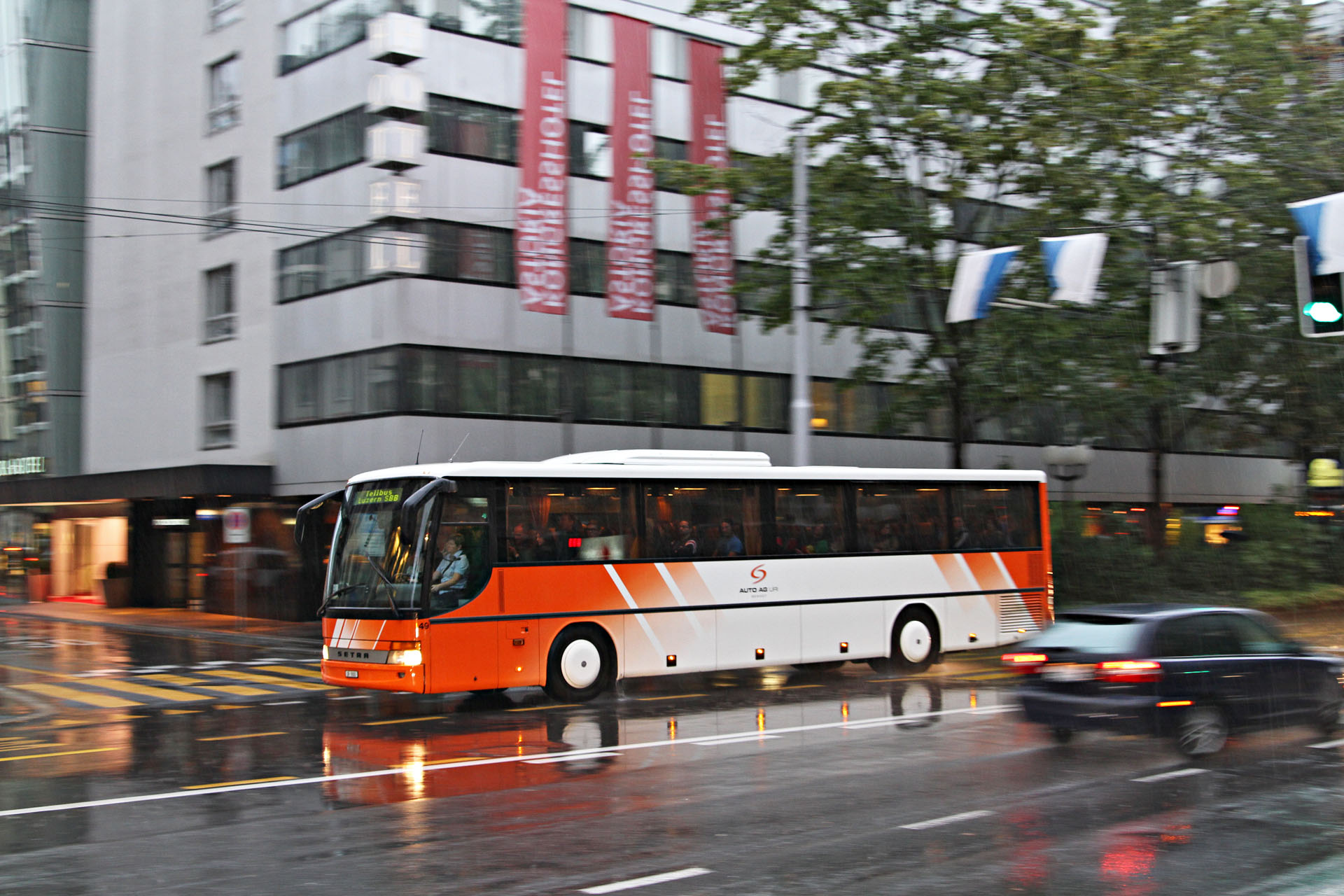
Ein Setra S 315 UL der Auto AG Uri als Tellbus im Jahr 2012

Der Tellbus entstand, da die bestehende ÖV-Verbindung Altdorf–Flüelen–Luzern aufgrund ihrer Dauer unattraktiv ist. Die Fahrzeit mit Bus und Bahn liegt je nach Verbindung zwischen 62 und 83 Minuten, mit dem Auto ungefähr 35 Minuten. Dies ist auf zwei Faktoren zurückzuführen: Erstens beinhaltet die Bahnstrecke einen Umweg um die Rigi und zweitens müssen Reisende vom Altdorfer Zentrum aus zuerst mit dem Bus nach Flüelen fahren und dort auf den Zug umsteigen. Der am 27. September 2006 erstmals fahrende Tellbus bekämpft diese beiden Probleme durch eine Direktverbindung vom Altdorfer Dorfkern zum Bahnhof Luzern durch den Seelisbergtunnel. Die planmässige Fahrzeit beträgt lediglich 40 bis 43 Minuten. Das Angebot richtete sich anfangs fast ausschliesslich an Pendler, da die Verbindungen nur werktags und nur morgens und abends bestanden.
Im Jahr 2010 wurden die zwei morgendlichen und zwei abendlichen Verbindungen pro Richtung durch zwei Nachmittagskurse pro Richtung ergänzt. In den folgenden Jahren wurde die Anzahl der Verbindungen weiter erhöht, so auch mit Mittagskursen. Samstags gibt es seit 2012 je eine Verbindung morgens und abends, seit 2016 zusätzlich eine Verbindung mittags.
Bis 2017 waren die Schweizerischen Bundesbahnen (SBB) Inhaber der Konzession für die Linie. Die SBB haben die Linie jedoch nie selbst betrieben, sondern verpflichteten dafür die jeweils ortsansässigen Busverkehrsunternehmen, die Auto AG Uri (AAGU) und die Verkehrsbetriebe Luzern (VBL). Zum Fahrplanjahr 2018 haben die SBB die Konzession an die AAGU übergeben, die den Tellbus weiter in Kooperation mit den VBL betreibt.
Seit Dezember 2021 verkehrt der Tellbus im Kanton Uri vom Bahnhof Altdorf statt den Haltestellen Altdorf, Telldenkmal und Flüelen, Eggberge Talstation. Ausserdem wurde die Liniennummer von 60.093 auf 60.493 geändert. Sobald der Halbanschluss Altdorf Süd der Autobahn A2 in Betrieb ist, wird der Tellbus diesen nutzen, um eine Fahrzeitverkürzung zu ermöglichen.

## Angebot
Heute (Stand 2024) umfasst das Angebot des Tellbus ein Vielfaches der ursprünglichen Verbindungen. Unter der Woche stehen den Fahrgästen 13 (Altdorf – Luzern) bzw. 14 (Luzern – Altdorf), samstags 4 und sonntags 2 Verbindungen je Richtung zur Verfügung. Die Zielgruppe der Schnellbusverbindung umfasst nicht mehr ausschliesslich Pendler, sondern auch immer mehr Touristen und Tagesausflügler. Ebenfalls bestehen in Luzern Anschlussmöglichkeiten an die Züge, vor allem nach Basel, Bern und Genf.
Die Nachfrage für das Angebot ist so hoch, dass seit Januar 2007 einige Kurse mit Zusatzbussen verkehren müssen. Die Verbindung um 7.05 Uhr ab Altdorf ist so gut ausgelastet, dass sie planmässig mit zwei Bussen gefahren wird. Nicht selten ist auch ein drittes Fahrzeug als Kursverstärkung notwendig.

### Haltestellen
Der Tellbus verkehrt zwischen den drei Haltestellen Altdorf, Bahnhof West, Luzern, Eichhof und Luzern, Bahnhof. Die Haltestelle Luzern Eichhof wird in Richtung Altdorf nur zum Einsteigen und in Richtung Luzern nur zum Aussteigen bedient.
Bis Dezember 2016 verkehrte der Tellbus am Bahnhof Luzern ab Buskante Z. Diese musste jedoch aufgrund der Einführung von Doppelgelenkbussen auf der Trolleybuslinie 2 (Konzept RBus) verlegt werden, da die knapp 25 Meter langen Fahrzeuge eine längere Haltekante benötigen. Seitdem benutzen die Tellbusse die Buskante W.
Die Idee, den Tellbus mit einem Zwischenhalt in Nidwalden zu versehen, wurde durch die Betreiber verworfen, da sich die Fahrzeit durch den Umweg erheblich verlängern würde. Um den Nidwaldnern und Urnern trotzdem eine Direktverbindung bieten zu können, wurde von den beiden Kantonen der Winkelriedbus ins Leben gerufen.

## Fahrzeuge
Auf der Tellbus-Linie werden heute in der Regel vier Doppelstockreisebusse eingesetzt. Die Auto AG Uri und die Verkehrsbetriebe Luzern stellen je zwei Fahrzeuge. Die Fahrzeuge der Verkehrsbetriebe Luzern sind im Eigentum der Tochtergesellschaft vbl transport ag und tragen das gold-silberne Kleid von VBL REISEN.
Für Zusatzkurse und bei Ausfällen stehen zusätzlich Überlandbusse (AAGU) oder Standard-Reisecars (VBL) zur Verfügung. In Ausnahmefällen benutzen die Verkehrsbetriebe Luzern Diesel-Gelenkbusse bzw. Normalautobusse aus ihrem Fuhrpark an Linienbussen.

### Stammfahrzeuge (Stand 2024)
| Betreiber               | Interne Nr. | Hersteller | Modell   | Inbetriebnahme | Bemerkungen          |
| ----------------------- | ----------- | ---------- | -------- | -------------- | -------------------- |
| Auto AG Uri             | 17          | Setra      | S 531 DT | 2019           | Taufname «Altdorf»   |
| Auto AG Uri             | 21          | Setra      | S 531 DT | 2020           | Taufname «Andermatt» |
| Verkehrsbetriebe Luzern | 805         | Setra      | S 431 DT | 2014           |                      |
| Verkehrsbetriebe Luzern | 808         | Setra      | S 531 DT | 2020           |                      |

Ursprünglich beschafften die Verkehrsbetriebe Luzern im Jahr 2006 für den Betrieb des Tellbusses einen dreiachsigen Reisebus des Typs Volvo 9700, der wenig später auf Grund von Kapazitätsengpässen durch ein zweiachsiges Fahrzeug desselben Typs ergänzt wurde. Bereits ab dem vierten Quartal 2007 war die Nachfrage auf dem Tellbus Altdorf–Luzern so hoch, dass angemietete doppelstöckige Fahrzeuge eingesetzt bzw. Kurse mehrfach geführt werden mussten. Ab März 2009 stand den Verkehrsbetrieben Luzern ein eigenes doppelstöckiges Fahrzeug zur Verfügung, der erste Doppeldecker der Auto AG Uri wurde im März 2010 in Betrieb genommen. Die beiden ersten Doppelstöcker wurden 2019 bzw. 2020 durch Neufahrzeuge ersetzt.